# Cá hồi Chinook
Cá hồi Chinook (danh pháp hai phần: Oncorhynchus tshawytscha) là một loài cá di cư sống phần lớn thời gian ở biển, nhưng ngược dòng về sinh sản trong vùng nước ngọt, thuộc họ Salmonidae. Chúng là loài cá hồi Thái Bình Dương và được biết đến với nhiều tên gọi trong tiếng Anh như king salmon, tyee salmon, Columbia River salmon, black salmon, chub salmon, hook bill salmon, winter salmon, Spring Salmon, Quinnat Salmon và blackmouth. Cá hồi Chinook thường thường được chia thành các "chủng loại" như "chinook mùa xuân", "chinook mùa hè" và "chinook mùa thu" là các chủng loại phổ biến nhất. Các chủng loại này được xác định dựa theo thời gian cá hồi trưởng thành bơi vào vùng nước ngọt để sinh sản. Chủng cá hồi "chinook mùa đông" được ghi nhận tại sông Sacramento.
Cá hồi Chinook có giá trị cao vì chúng rất hiếm so với cá loài cá hồi Thái Bình Dương khác sống dọc phần lớn duyên hải Thái Bình Dương.

## Hình dạng
Cá hồi Chinook có màu xanh lá-xanh dương trên lưng và trên đỉnh đầu với hai bên mình màu bạc và bụng màu trắng. Chúng có những điểm màu đen trên đuôi và phân nửa thân phía trước; miệng của chúng màu xám đậm. Cá trưởng thành có khổ dài từ 33 đến 36 in (840 đến 910 mm), nhưng có thể lên đến 58 in (1,47 mét); nặng từ 10 đến 50 cân Anh (4,54 đến 22,7 kg), nhưng có thể lên đến 130 cân Anh (59 kg). Kỷ lục câu cá hồi Chinook như môn thể thao là 97 cân Anh 4 ounce (44,1 kg). Nó được Les Anderson câu được vào tháng 5 năm 1985 trên sông Kenai (Kenai, Alaska). Kỷ lục thế giới đánh bắt thương mại là 126 cân Anh (57 kg) được đánh bắt gần Petersburg, Alaska năm 1949.

## Sinh sản

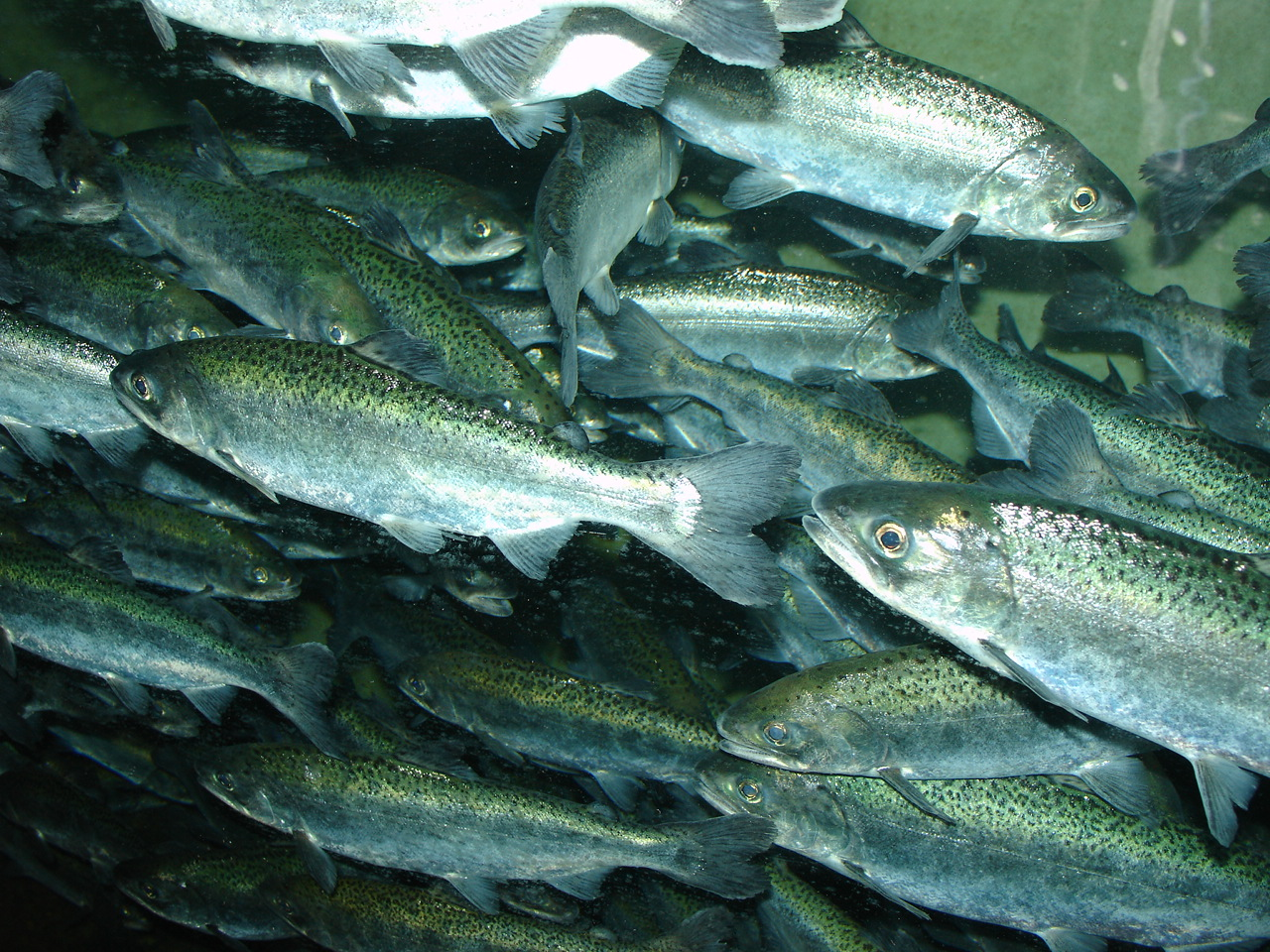
Đàn cá hồi Chinook

Cá hồi Chinook có thể sống từ 1 đến 5 năm trong đại dương trước khi trở về những con sông quê hương của chúng để đẻ trứng. Cá hồi Chinook thích vùng nước sâu và rộng để đẻ trứng hơn những loài cá hồi khác. Chúng có thể được tìm thấy trong các ổ đẻ trứng từ tháng 9 đến tháng 12. Sau khi đẻ trứng trong ổ, cá cái Chinook sẽ giữ ổ từ 4 đến 25 ngày trước khi chúng chết trong lúc đó cá đực tìm con cá cái khác.
Trứng cá hồi Chinook sẽ nở, tùy theo nhiệt độ nước, từ 90 đến 150 ngày sau khi được đẻ ra. Trứng được đẻ vào một thời điểm thích hợp để cá hồi con có thể sinh tồn và phát triển. Cá con thường thường sống trong vùng nước ngọt từ 12 đến 18 tháng trước khi lội xuống các cửa sông gần biển, nơi chúng ở đó thêm vài tháng.
Chúng cũng biến màu thành đỏ sáng trước khi đẻ trứng. Chúng đẻ trứng trong những nhánh sông chính để tránh bị các loài thú khác ăn thịt.
Vòng đời đặc trưng của cá hồi Chinook Alaska là 4-5 năm. Tuy nhiên cũng có một số cá hồi Chinook quay trở về vùng nước ngọt sớm hơn những con cá hồi cùng lứa từ 1 đến 2 năm. Người ta thường gọi những con cá hồi trở về nước ngọt sớm hơn là cá hồi "Jack". Cá hồi "Jack" chỉ bằng phân nửa cá hồi Chinook trưởng thành.

## Vùng sinh sống
Vùng sinh sống của cá hồi Chinook là từ vịnh San Francisco ở California đến phía bắc eo biển Bering ở Alaska, những vùng biển vùng Bắc cực của Canada và Nga (biển Chukotka (hay biển Chukchi) bao gồm toàn bộ duyên hải Thái Bình Dương ở giữa. Chúng cũng hiện diện ở châu Á, xa về phía nam đến quần đảo Nhật Bản. Ở Nga, chúng được tìm thấy tại Kamchatka và quần đảo Kuril.
Năm 1967, Bộ Tài nguyên Thiên nhiên Michigan có nuôi trồng loài cá hồi Chinook trong hồ Michigan và hồ Huron để kiểm soát sự phát triển của một loài cá trích có danh pháp Alosa pseudoharengus (ale-wife), một loài cá xâm hại sinh sản lan tràn, không được ưa chuộng, có xuất xứ từ Đại Tây Dương. Cá Ale-wife lúc đó chiếm 90% vùng sinh vật của các hồ. Cá hồi Coho cũng đã được nuôi trồng một năm về trước và chương trình đã thành công. Cá hồi Chinook và Coho phát triển mạnh hơn cá ale-wife và sử dụng các nhánh sông của các hồ này để đẻ trứng. Sau thành công này, cá hồi Chinook được nuôi trồng trong các hồ khác của Ngũ Đại Hồ, nơi chúng được đánh giá cao như là loài cá dành cho môn câu cá thể thao vì chúng rất hám mồi câu.
Loài cá này cũng đã sinh sôi nảy nở trong những vùng nước của vùng địa lý Patagonia ở Nam Mỹ. Nó được đưa sang nuôi thử tại các vùng nước ở New Zealand vào đầu thế kỷ 20 và đã thành công. Các nơi đẻ trứng là sông Rangitata, sông Opihi, sông Ashburton, sông Rakaia, sông Waimakariri, sông Hurunui, và sông Waiau. Trong khi các loài cá hồi khác cũng đuyược du nhập vào New Zealand thì chỉ có cá hồi Chinook (hay Quinnat theo tên gọi địa phương tại đây) là thiết lập được các đàn sống ngoài biển khơi có tầm quan trọng.
Sông Yukon là con đường di cư nước ngọt dài nhất của bất cứ cá hồi nào, dài trên 3.000 km từ cửa sông trong biển Bering đến nơi đẻ trứng trên thượng nguồn Whitehorse, Yukon. Một thang cá đã được xây dựng quanh đập thủy điện hồ Schwatka tại Whitehorse để cho cá hồi Chinook dễ dàng đi qua đập.

## Trong văn hóa và thương mại
Được đoàn thám hiểm Lewis và Clark miêu tả và ăn nhiệt tình, cá hồi Chinook cũng được một vài bộ lạc thổ dân Bắc Mỹ đánh giá cao về mặt văn hóa và tinh thần. Nhiều bộ lạc kỷ niệm con cá hồi mùa xuân được đánh bắt đầu tiên mỗi năm bằng các "First Salmon Ceremony" (nghi lễ cá hồi đầu tiên). Trong khi đánh bắt cá hồi vẫn còn là quan trọng về mặt kinh tế cho nhiều cộng đồng bộ lạc thì thu hoạch cá hồi Chinook vẫn là có giá trị nhất.
Được biết đến như là "king salmon" (cá hồi vua) tại Alaska vì kích thước lớn và thịt đầy hương vị, cá hồi Chinook là cá biểu tượng của tiểu bang này. Những con cá hồi từ sông Copper ở Alaska được biết đến vì màu sắc, giàu hương vị, thịt chắc và chứa nhiều hàm lượng dầu Omega-3.